# 珠海市體育中心駕車撞人事件
珠海市體育中心驾车撞人事件，指的是2024年11月11日晚间发生于中華人民共和國廣東省珠海市香洲區的恶性危害公共安全事件，事件中一62岁男子樊维秋驾驶车辆衝入珠海市體育中心全民健身广场健走步道無差別绕场撞击人群，事件造成38人死亡，47人受傷（不含自杀未遂之肇事者1人）。该事件被珠海市公安局命名为珠海“11·11”驾车撞人案。事件发生后，凶手樊维秋意图自残，被当场擒获。经初步调查后，官方认为其动机係因对离婚后财产分割的结果不满而积怨行凶。
2024年12月27日，广东省珠海市中级人民法院公开审理並宣判，以以危险方法危害公共安全罪判处被告人樊维秋死刑並剥夺政治权利终身。2025年1月20日，依最高人民法院命令，樊维秋被珠海市中级人民法院执行死刑。从案发到公安机关侦察、检察院提起公诉，再到法院判决，共计仅用一个半月的时间，审理速度远远超过中国大陆其他大部分刑事案件。而案件宣判至执行死刑也仅相隔不到一个月。
此次事件是自2014年新疆地区的一系列恐怖袭击以来，中国大陆发生的伤亡情况最严重的袭击事件之一；也是2008年泥头车冲撞事件以来珠海又一起在珠海航展前后发生的驾车撞人事件。事件发生后的一段时间，相关信息在中国大陆境内受到严格审查。事件同时引发当地政界动荡，时任珠海市市长及副市长兼公安局长被免职撤换，事发地香洲區的區長與副區長也一併辞职。

## 背景
涉事地点“珠海市全民健身广场”是珠海市體育中心这一珠海最大的体育场馆的开放公共空間，位于珠海市香洲区梅华街道（又称“新香洲”），平常时间可供市民进入活动。广场面积有约两个足球场大，设有健走步道、田径场、足球场，晚间有许多居民散步和聚集跳广场舞等，周围设置了石墩和围栏阻止车辆驶入，工作人員稱石墩沒有被固定。

## 事件經過

事發健走步道示意地圖

### 袭击
2024年11月11日19時48分左右，一輛掛有当地「粵C」車牌的小型越野車從位於香華路的南面入口開進珠海市體育中心，沿體育場東面一路開到北側、撞開石墩，最後衝入全民健身廣場的步行道內，逆時針圍繞體育中心兩圈、無差別地撞向正在散步的人群，多人因走避不及被撞到倒卧地上或坐在路旁去等候救援，肇事車輛在撞到多名途人後原路逃離現場，最終被逼停在廣場北側的圍牆之下。
事发現場倒地的人群部分身穿當地民間組織「美麗珠海徒步隊」的統一運動服，手持印有該民間組織名稱的紅色旗幟。有生還者指涉事現場有六至七隊徒步隊伍，每隊有40至50人，隊員年齡介于40至70歲，隊伍中部分人嚴重受傷甚至被撞後當場死亡，救援時間花費約1小時，所幸的是由於事發時間不是週末，否則傷亡情況势必会更加嚴重；有死者家屬表示，其丈夫和部分人士因沒有身穿徒步隊制服，被安排到隊伍最後排，成為受衝撞最嚴重的一批人。有目击者称，事发时各徒步团队播放的音乐声较大，掩盖了撞击声和呼喊声，使人群来不及躲避。
负责设计全民健身中心的新加坡建筑师许承春在事后受访时说：“广场是不允许车辆驶入的，周围设置了石墩和围栏。嫌犯可能是从体育中心的另一侧一路开进了广场区域。”

### 救治
当地警方接報後迅速派員到場處置，多輛救護車抵達現場並協助傷者。
珠海市120急救中心表示，事件中的傷者分別被送往市內四家醫院救治，其中中山大學附屬第五醫院急診科工作人員向記者表示共接收20多名傷者。
廣東省內多個城市包括珠海市、中山市、江門市等衞健部門在事發後啟動應急預案，調派36輛救護車和300多名醫護人員前往事發現場開展救援及前往珠海全市五間醫院開展搶救工作。
國家衛健委12日派出負責醫療應急工作的國家級專家團隊合共11人前往珠海指導支持當地傷員救治工作。
据珠海市公安局11月12日晚的通报显示，事件已造成35人死亡，43人受伤住院治疗（暂无生命危险）。根据端传媒于2024年12月底援引法院公布所认定的伤亡情况，事件当场撞死35人，送医不治3人，共计38人死亡；另外二级伤残10人，暂定二级伤残10人，三到十级伤残28人，还有个别轻伤。

## 后续

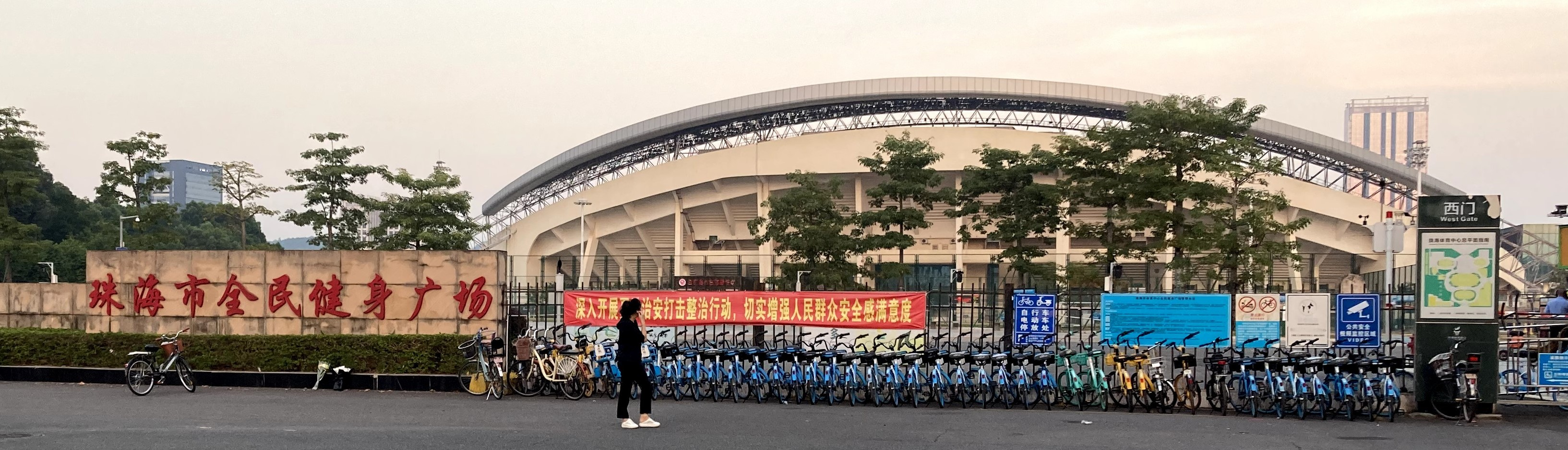
事發翌日的珠海市體育中心西門，圖片可見有民眾獻花哀悼衝撞事件傷亡者。

事件发生当日晚间，珠海市公安局发布通报确认此事并初步介绍事件情况。11月12日晚间，珠海警方再度发布通报披露了案件发生时间和伤亡情况等细节。珠海市體育中心于案发当日21時许發佈通告宣佈即刻起暫停開放。
12月8日下午，珠海市十屆人大常委會舉行第31次會議，會議接受黃志豪辭去珠海市市長、謝仁思辭去珠海市副市長，並免去謝仁思珠海市公安局局長一職；被中央通訊社等外界媒體解讀為因此事下台。同時任命吳澤桐為珠海市副市長、代理市長，喬雷為珠海市副市長、珠海市公安局局長；同日珠海市香洲區第十屆人大常委會召開第35次會議，會議接受劉齊英辭去香洲區區長、付輝辭去香洲區副區長的請求。同時任命張會洋為該區副區長、代理區長一職。12月23、24日，香洲区委书记（由劉力接替李偉輝）、珠海市政法委书记（由前湛江政法委書記陳元接替吳軾）亦相继调整，但無公告。2025年1月12日，广东省人大常委会公告前香洲区区长刘齐英被罢免广东省十四届人大代表，同年4月25日珠海市紀委公佈，刘齐英涉嫌严重违纪违法正接受調查。
2025年1月14日，广东省省长王伟中在广东省第十四届人大第三次会议发表省政府工作报告时提到，要深刻汲取珠海市驾车冲撞行人恶性极端案件教训，深入排查化解各领域矛盾纠纷。
相应地，原定於2024年11月23日在深圳市舉辦的The Color Run在11月12日晚突然宣佈取消，引起參加者猜測與本事件有關，暫避免大型群聚活動進行；原定2024年12月8日早上在情侣路舉辦的「2024珠海國際馬拉松」，賽事組委會在案發後的12月2日延期至翌年1月12日早上舉行；同月24日早上再宣布，經「審慎研究」抱憾決定取消賽事，未說明原因。原定於2024年12月29日在横琴粤澳深度合作区舉辦的「2024橫琴馬拉松」，亦在同年12月23日宣布延期至翌年3月23日舉行，跑友們在社群平台指是因為「那次事件」。

## 嫌疑人

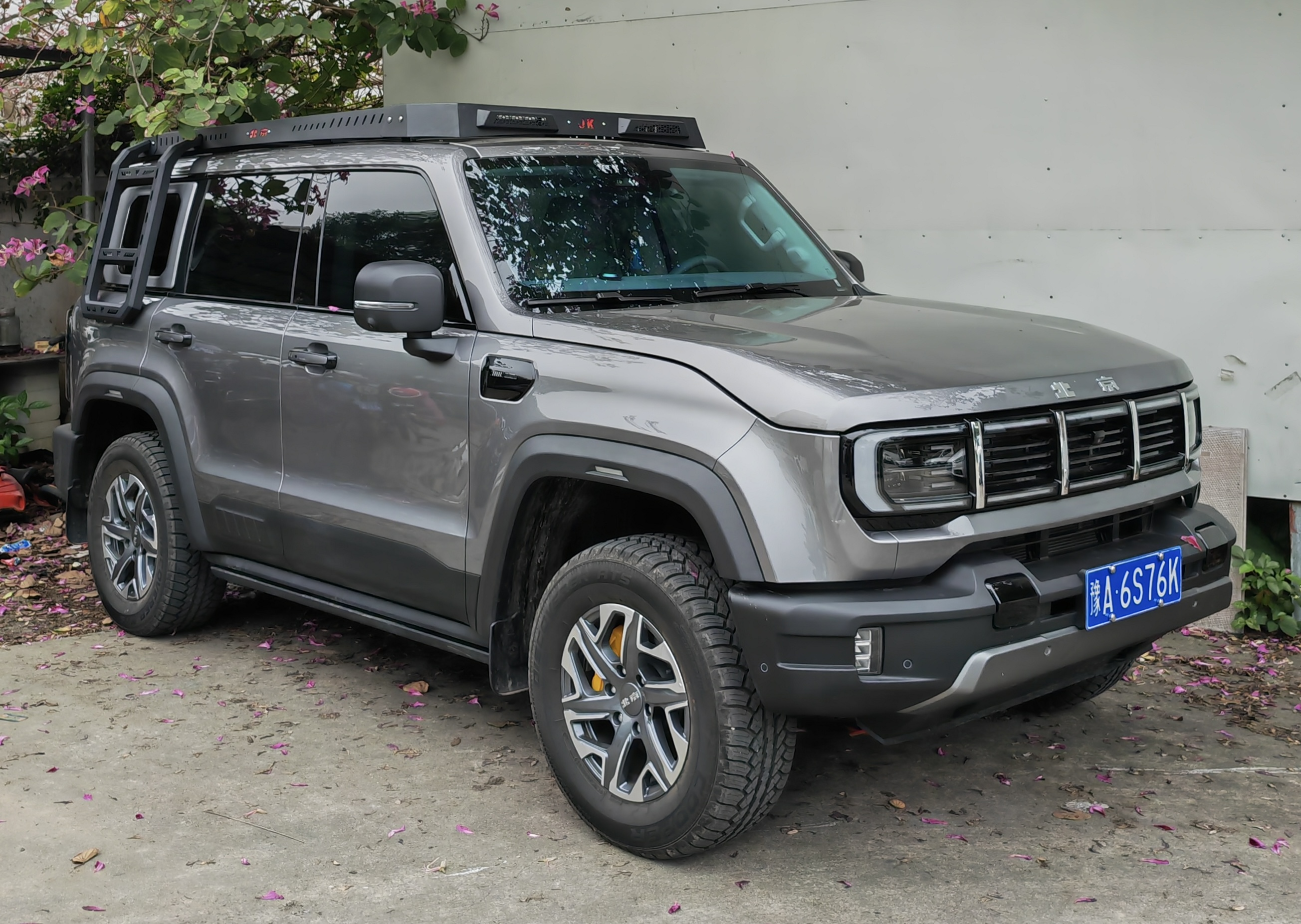
涉事同型号的北京汽车BJ40越野车（不是涉案原车）

2024年11月11日，珠海市公安局通报，嫌疑人为62岁的离异男子樊某。案發當日，樊某駕駛小型越野車闖閘強行進入珠海市體育中心，衝撞正在體育中心內部道路鍛鍊的市民。案发后，樊某意图駕車逃跑，被趕赴現場的公安民警阻止，樊某在车上持刀自刎并昏迷，被送往医院救治，其因涉嫌以危險方法危害公共安全罪已被立案偵查及刑事拘留。根据珠海市公安局的初步调查通报及珠海市中级人民法院审理查明，樊某作案原因系婚姻破裂、生活失意，及对其離婚後財產分割結果的不滿。
網上社交平台上流傳名為樊维秋的嫌疑人在珠海市人民醫院的診斷書。據診斷書中顯示，樊维秋於遼寧省錦州市出生，无业人員，離婚，戶籍所在地和居住地在珠海市香洲區，入院時間2024年11月11日22:59，入院時胸部多處出血。2024年12月27日，珠海市中级人民法院在审理此案的通告中证实了被告人姓名为樊维秋，年龄62岁。
据联合早报报道，樊某在案发前一周以贷款的方式购买了约20万人民币的涉事越野车，并于案发一天前，即11月10日才提车。销售人员表示，樊某在购车时与其他顾客并无异。
2024年11月16日，珠海市人民检察院以涉嫌以危险方法危害公共安全罪对樊某批准逮捕。

### 审判
2024年12月27日晚上8點，珠海市中级人民法院布告称，法院已公开审理此案并于当日宣判：嫌疑人樊维秋因婚姻破裂、生活失意，及对离婚财产分割结果不满，而决意通过驾车冲撞人群泄愤。其犯罪动机极其卑劣、性质极其恶劣、手段特别残忍、后果特别严重、造成的社会危害极大，构成以危险方法危害公共安全罪。因而判处樊维秋死刑，并剥夺政治权利终身。樊维秋进行了最后陈述，当庭认罪。

### 死刑执行
2025年1月20日，广东省珠海市中级人民法院遵照最高人民法院下达的执行死刑命令，对樊维秋执行死刑。

## 叙事管控
事发地珠海市即将开幕珠海航展，该事件信息的搜索和传播因此在中国大陆境内受到严格审查，彭博社认为这也使得北京当局有足够时间准备应对。香港浸會大學教授闾丘露薇博士表示，此次事件中的信息管制方式和中国大陆其他重大伤亡事件相似，当局会试图对其进行审查以控制叙事，“使警方声明成为唯一的官方解释，不再允许有人质疑或讨论”，其部分原因是为了减少恐慌和模仿效应。
事後初期，有關駕車撞人事件的相關話題讨论和影片等相關信息，遭到包括新浪微博、抖音及小紅書在内的多個社交平台作出封禁等处理，部分官方媒體轉發當地公安的警情通報都被刪除。而在珠海市公安局12日发布的第二个版本的警情通报中，原本描述当事人过去个人纠纷司法案情的第三段被删减。
11月12日，BBC新闻记者麦笛文在事发现场报导时有在场安保人员监视并上前询问，但一位自称“中国公民”的身份不明男子质问其是否具有采访资格并对其推搡。BBC指出，通常中国发生敏感事件时，地方官员会组织人手扮演愤怒的当地民众，以干扰外国记者报道。另據BBC報道稱多間中國大陸媒體收到明確禁令不得報道该事件，当局對於境外媒体採取了嚴防死守的態度。日本TBS電視台記者室谷陽太称，事件發生後他來到現場採訪時遭在场不明身份人士包圍，随後被警方帶走問話，并被逼迫删除所有採訪素材。另外，日本电视台记者渡边容代在前往现场进行报道时，也遭自称政府工作人员的男子告知不得进行拍摄，渡边询问原因时，对方表示现场正“开展工作”，不便透露详情。
11月14日，負責接收死者遺體的珠海市殯儀館保安嚴密，門口有多名警員、多輛警車駐守，進出人員需接受盤查，只有死者家屬親友獲放行。有殯儀館職員透露部分死者已經強制火化；有死者家屬指因受傷人數太多，醫院場面混亂，部分傷者要等候二至三小時才得到治療；另有家屬稱院方不允許見傷者或安排送院；部分傷者證實不治後，家屬直斥醫院方不允許見其家人最後一面。

## 各方反应

### 中国大陆
中共中央总书记、国家主席习近平和国务院总理李强于11月12日晚分别就事件作出指示和批示，要求全力救治伤员、严惩凶手，同时也要求各地区有关部门深刻汲取教训，从源头处加强风险防控，及时化解矛盾纠纷，严防极端案件的发生。中共中央已派遣工作组赴广东指导善后处置。中共中央政治局委员、中共广东省委书记黄坤明在案发后相继召开视频调度专题工作会及省委平安广东建设领导小组会议，部署救治伤员、处置善后案件和维护全省安全稳定。中共珠海市委书记陈勇、市长黃志豪赴现场指挥救援，成立市领导牵头工作组，开展救治、调查及善后工作。
深圳公安反恐怖工作支队在12日呼吁民众遇驾车冲撞时牢记“躲避掷”三招，非必要勿去人群密集尤其无隔离带区域。
11月13日，珠海市政府召开党组会、两次案件处置指挥部会及市委常委会。市委常委会会议上，医疗、调查、善后、信息发布等工作组汇报进展。同日，珠海市人大常委会党组扩大会议表示，将在市委领导下立法监督，共建平安珠海。
廣東省省長王偉中13日主持召开省人民政府党组会议，指出案件“性质极其恶劣，教训极其深刻，令人十分痛心”，同時中共广东省委、省政府成立案件工作組並指導進行調查，也要求工作組強化重點人群管理服務與社會面治安防治。
要迅速查明案情，全面收集好、固定好证据，依法严惩凶手，并协同有关部门做好伤员救治、善后处置等工作。深刻汲取教训、举一反三，坚持和发展新时代“枫桥经验”，坚持预防在前、调解优先、运用法治、就地解决，深入细致做好婚姻家庭、邻里纠纷、涉法涉诉等各类矛盾纠纷排查化解，精准有效为群众排忧解难，最大限度地把矛盾和问题化解在基层、处置在源头，动态消除隐患，严防发生极端案件。依托“情指行”一体化运行机制，进一步严密社会面整体防控，加强人员密集场所等重点部位巡控，有效提高见警率、管事率和震慑力、控制力。
公安部于11月13日党委扩大会议上表示要快侦严惩，妥善处置。深化“枫桥经验”，化解矛盾，源头防控。强化“情指行”，提升见警管控效能。最高人民检察院检察长应勇在沪调研要求，检察机关协同相关部门彻查此事件，依法惩处，维护稳定。
外交部发言人林剑在11月13日进行的例行记者会上回复境外媒体记者相关提问时表示，当前此案无外国公民伤亡，他还称中国是世界上最安全、刑事犯罪率最低的国家之一，中国政府“一直并将继续”采取措施，保障本国公民及境内所有外国公民的安全。
廣東省省長王偉中於11月13日到珠海市人民医院，看望慰问此案件中受伤人员。11月14日，中共珠海市委常委会在会议时向事件中不幸遇害的群众默哀。同日，黄坤明赴珠海市的中山大学附属第五医院及珠海航展展区指挥中心，督导案件处置调查，慰问伤员及医护，检查维稳工作。稱要“以高度的政治责任感抓好伤员救治、安抚善后、案件侦办等工作。”
事件发生后，互联网流传称广东省部分社区已要求强化重点人群管理，排查各自辖区内“八失人员”及“三低三少人员”的情况。

#### 民间

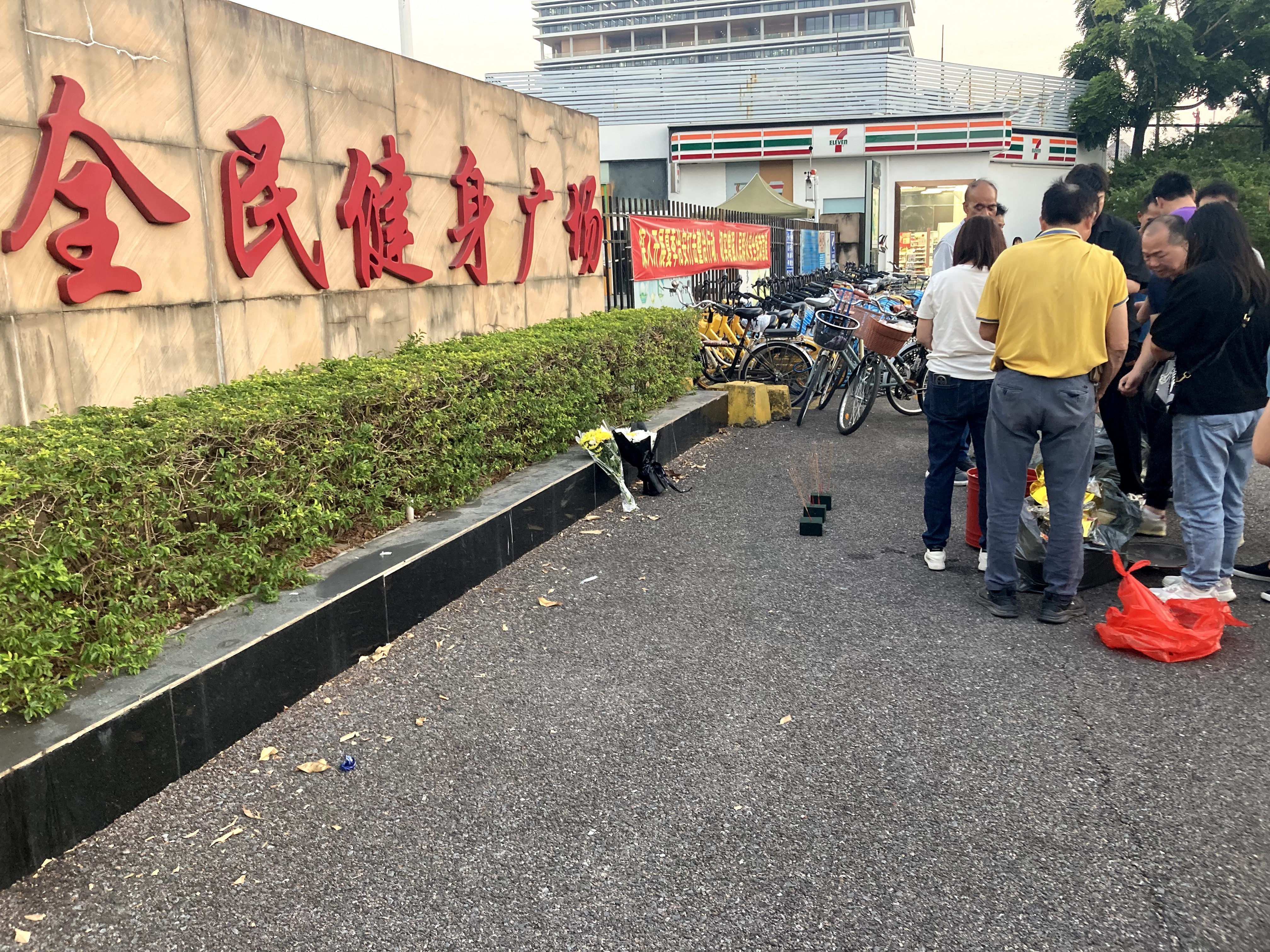
事發翌日的珠海市體育中心西門，圖片可見有民眾獻花哀悼衝撞事件傷亡者。

自11月12日日間起，大批當地市民前往位於珠海市體育中心西門的全民健身廣場門外自发献花，悼念遇難者，然而这些悼念品在摆放不久后就被工作人员移走。传言珠海市市內部分街道及小區發出通知，要求當地居民近期暫停一切群眾性聚集廣場舞等集體活動。
大批當地市民得知事件後，紛紛自發前往各醫院或捐血站進行紧急捐血，多個捐血站大排長龍兼超過百人通宵等候。11月13日日間，珠海市內多個捐血站依然出現排隊人龍。

### 国际
日本驻中国大使馆就珠海驾车撞人事件发出安全警示，表示雖然不知道珠海这起事件是否卷入日本公民，但是中国最近发生了其它類似袭击事件，因此建議日本公民保持高度警觉，不要大声说日语。内阁官房长官林芳正于11月13日进行的记者会上称，对事件中的遇难者表示哀悼，对其家属表达慰问，并祈祷伤者尽快康复。同时他也表示当前未收到日本公民伤亡的报告，之后也会继续留意中国治安状况，全力确保当地日本公民的安全。
美国驻中国大使馆向案件受害者及家属致以深切慰问。美国驻北京大使尼古拉斯·伯恩斯在X发布中英双语的悼念贴文指出，“我们对在珠海市惨剧中的受害者以及家属表示深切的同情。希望伤者能早日康复，并且向正在哀悼中的诸位致哀”。
韓國駐華大使館以中韩双语发文表示，“大韩民国驻华大使馆对广东珠海市驾车冲撞行人案件的遇难者表示沉痛哀悼，愿伤者早日康复，对伤亡人员家属表示深切慰问”。
德国驻华大使傅融在X发文表示，“珠海发生的惨剧导致如此多人失去生命，我深感震惊。我们在此向遇难者的亲友致以最深切的哀悼。也向伤者表示真挚的关切，希望他们能够早日康复”。

## 相关评论

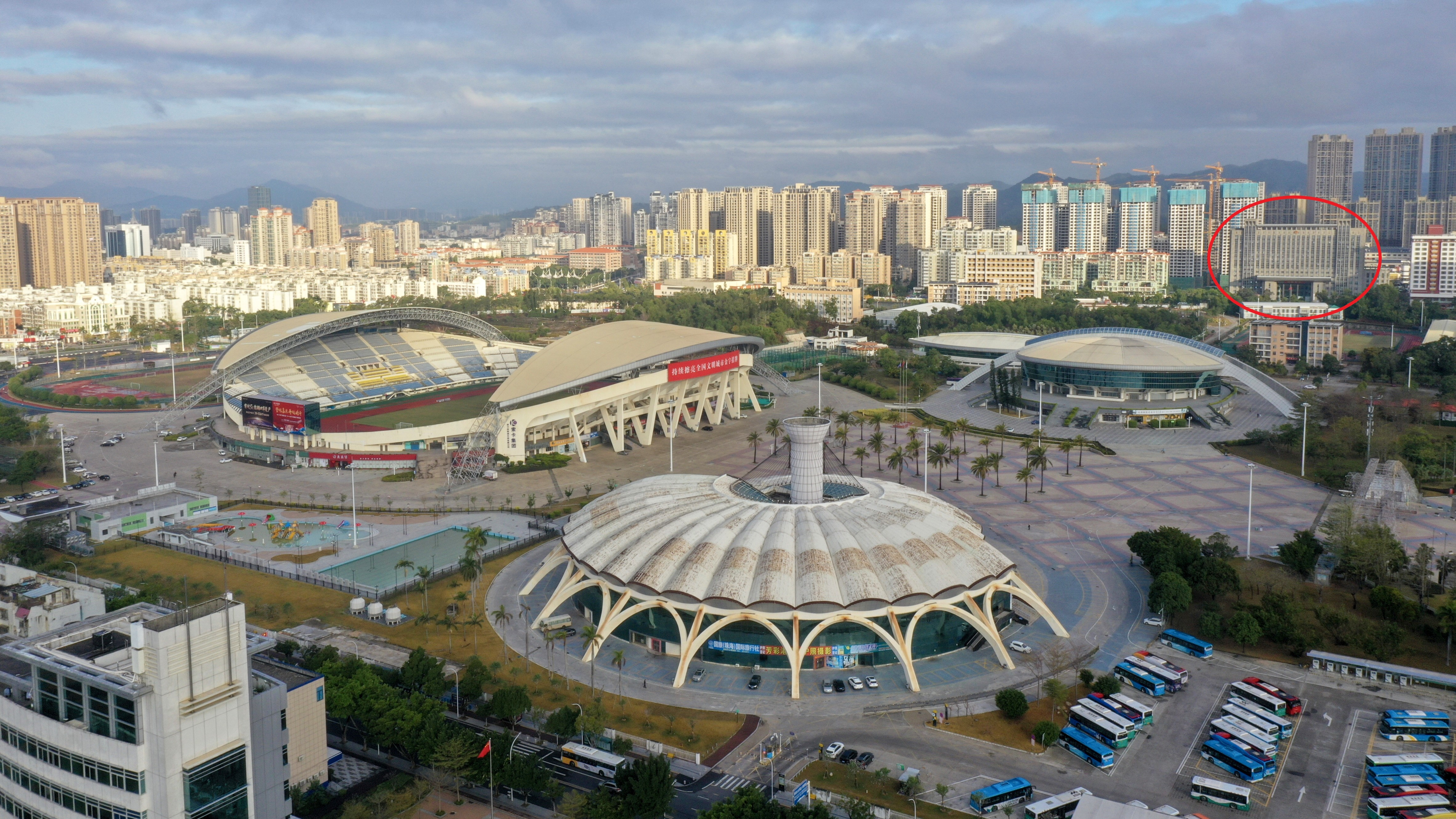
珠海市體育中心俯拍圖，紅圈內標示建築物爲珠海市中級人民法院（同时也是审理此案的法院）。图片最左侧田径场及其周围为此次涉事地点珠海市全民健身广场。

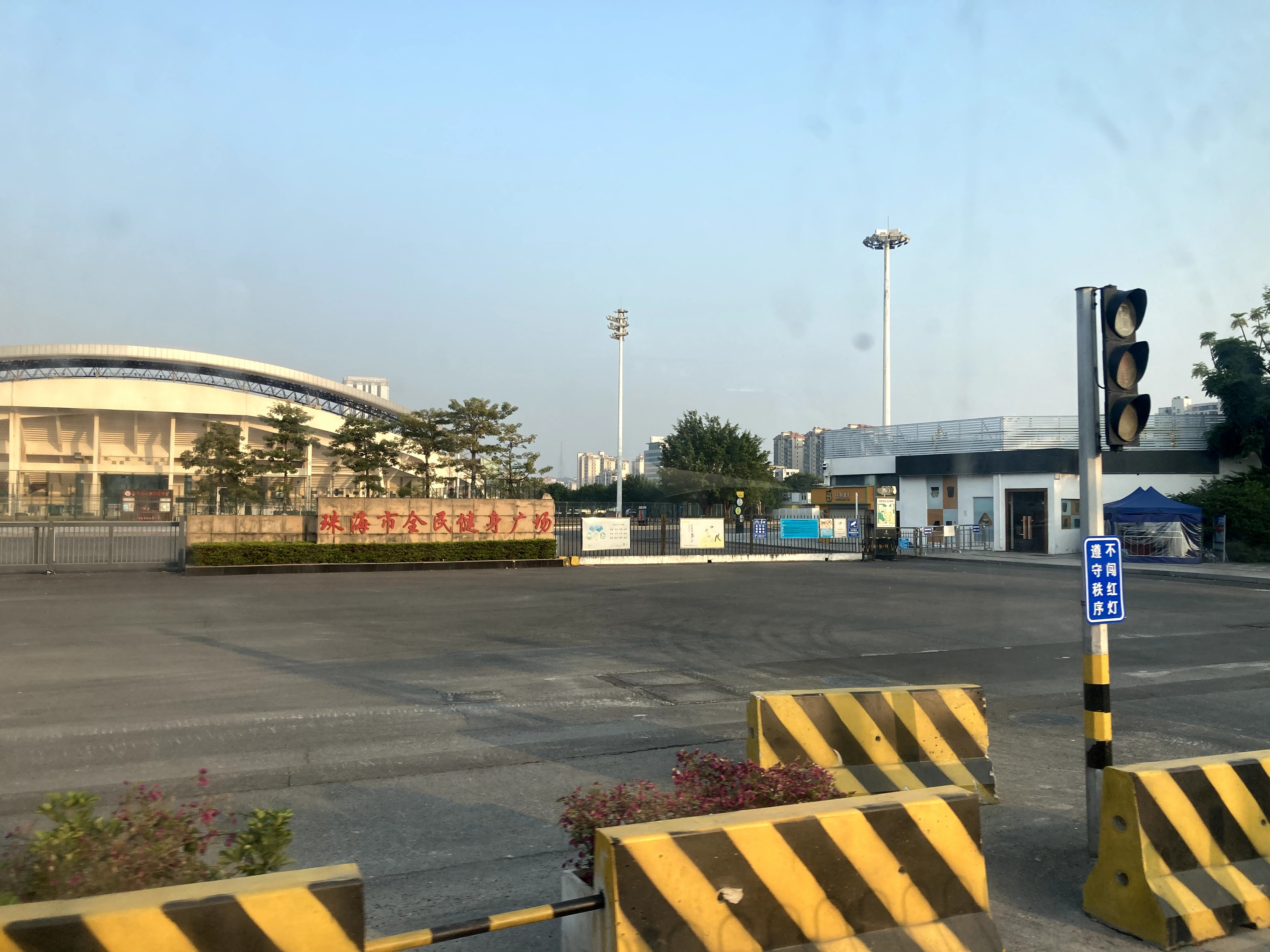
2025年1月9日的珠海市體育中心西門，即便肇事者已經被宣判死刑，但是西門仍未開放，且有加強防護措施

NHK、自由亚洲电台、中央社、彭博社、路透社等部分境外媒体指出中国大陆近年波及境内外公民的无差别伤人事件显著增加，认为这与经济下行、社会压力增大有关。加州大学圣迭戈分校的中国政治评论家史宗瀚评论称，当国内需求疲软，房地产泡沫破灭时，绝大多数家庭的财富会收缩，这将不可避免地引发大量社会矛盾。澳大利亚国立大学的政治学者宋文笛表示，中国的经济下行将不可避免地削弱该国政治制度的合法性，因为其合法性建立在实现经济增长的承诺之上。
皮策学院教授刘汉章（Liu Hanzhang，音）说，中国最近一系列袭击事件反映其社会和宏观经济状况的恶化，尽管这些事件都是零星发生的，但它们发生的频率越来越高，表明中国有越来越多人正经历前所未有的困难与绝望，她还指出，暴力事件对于应对经济放缓的中国来说是一大“棘手的挑战”，中国通常以加强公共安全和监控系统作为应对手段，然而由于政府已面临“前所未有的财政困难”，这样的做法只会增加公共财政的压力。慕容雪村认为，事发后的排查是官方将特定人群视为嫌疑人员，然而“掌握这些人的动向，是为了控制”。而且这种手段“会进一步消耗政府资源，用于处理与经济发展无关的事务”。
部分评论也认为中国大陆一系列的无差别袭击事件凸显大规模监控系统的局限性，克拉克大学政治学副教授苏珊娜·斯科金斯（Suzanne Scoggins）评论称，近期袭击事件表明，世界上并不存在无所不见、无所不知的警察国家。美籍华裔政治学家裴敏欣则认为，大规模监控系统在监控已知威胁时非常有效，但在处理未知或不明威胁时却并非如此，珠海驾车撞人事件的凶犯在作案前可能并不被警方视作威胁。
北京师范大学政府管理研究院院长唐任伍接受新加坡《聯合早報》專訪時表示，駕車撞人者“显然是向社会发泄不满”，是治理社會的過程中未有及時化解矛盾的典型案例，唐又稱事件反映體育場館的保安疏漏及民眾警覺性不足，珠海警方將維持治安的精力和注意力都集中到剛揭幕的珠海航展，也需要負上疏忽的責任。華東師範大學紫江特聘教授、歷史系博士生導師許紀霖認為，過去數年中國整個社會繃得太緊，需要通過政策和環境改善來緩解這種緊繃的神經；另認為社會需要提供適當的安全閥，讓這些社會戾氣有合法的發泄空間，總是不讓發泄，就有可能蛻變為惡性爆發。
自由亞洲電台報道稱事發地珠海市體育中心附近是珠海市中級法院和政府家屬樓，有網民認為疑犯目標是參與體育中心健步的體制內退休人士。

## 注解
1. ↑  “新香洲”是当地政府划定的城市规划片区，地理范围与乡级行政区划梅华街道相近。
2. ↑  珠海市民用机动车号牌。
3. ↑  “八失”指“投资失败、工作失业、生活失意、情感失意、关系失和、心态失衡、精神失常、年少失管”；“三低三少”指“经济收入低、权利地位低、社会声望低、人际交往少、流动机会少、疏导管道少”。